# Вулиця Гната Хоткевича (Івано-Франківськ)
Вулиця Гната Хоткевича (Івано-Франківськ) - разом з вулицями Вовчинецька і Миру - є однією з головних в історичному районі Гірка. Колишня назва — вулиця Братів Майданських (в народі район «Брати»).

## Історія
Вулиця виникла в 20-х роках минулого століття.
Перша назва вулиці – Мокра (1930р.). З такою назвою вулиця проіснувала декілька місяців, згодом вона була перейменована на Двірську(1931р.).
Двірською вулиця була до червня 1958 р., після чого отримала назву Братів Майданських.
Брати Петро, Василь, Дмитро та Степан походили з села Опришківці під Станіславом. Вели активну боротьбу за комуністичне майбутнє. Згаяли молодість в польських тюрмах. У часи німецько-радянської війни були на фронті, де Петро і Степан загинули, а Дмитро і Василь потрапили в німецький полон, з якого їм вдалося втекти, але дома їх впіймали  гестапівці і розстріляли в грудні 1941 р..
Під час німецької окупації вулиця носила назву Крайня.
Свою нову назву вулиця отримала ухвалою міськвиконкому від 10 лютого 1993 року. Відтоді вулиця носить ім’я Гната Хоткевича.
Хоткевич Гнат Мартинович — український письменник, історик, бандурист, композитор, мистецтвознавець, етнограф, педагог, театральний і громадсько-політичний діяч. Жертва сталінського терору.
Народився 31 грудня 1877 року в Харкові. У 1900 році закінчив Харківський технологічний інститут, брав участь у збройному повстанні 1905 року у Харкові. Після цього емігрував у Галичину. Жив у Криворівні. Організував у с.Красноїлля на Станіславщині гуцульський театр. Після повалення царизму повернувся в Харків. У 1937 році незаконно репресований. Залишилася незавершеною тетралогія про Т.Г.Шевченка. 8 жовтня 1928 року його не стало.

Гнат Хоткевич про Галичину:
«Як роззявив я рота від здивування,
прибувши на Гуцульщину,
то так із роззявленим ротом ходив шість літ.»

## Загальна характеристика вулиці
Вулиця  Г. Хоткевича відгалужується за вокзалом від вулиці Деповської і прямує в бік Бистриці Надвірнянської, де вливається в вулицю Івасюка.
Складається з двох контрастних частин. Одна частина з приватними будинками, котеджами для залізничників та великим гаражним кооперативом «Сателіт». Кінцева частина -  багатоповерхівки 1970-1980 рр. Зараз вулиця активно забудовується.